# 姜会林
姜会林（1945年7月10日—），男，辽宁辽中人，中国应用光学专家，中国工程院院士。曾任长春光机学院（现长春理工大学）院长，现任长春理工大学教授。

## 生平
1969年，毕业于长春光机学院。1978年，考入中科院长春光学精密机械研究所，攻读硕士学位，师从薛鸣球院士。
1983年至1987年，于中科院长春光学精密机械研究所，攻读博士学位，导师为王大珩院士。

## 学术贡献
- 提出“衍生二级光谱理论”
- 提出“光学系统技术经济公差理论”
- 主持研制“火控动态性能测试系统”
- 主持研制“激光压制与报警性能测试系统”[3]
- 研制成功两代机载光端机，在国内首次实现强干扰双动态激光通信